# Lisa Hörnqvist
Lisa Hörnqvist, född den 26 juni 2005 i Luleå domkyrkoförsamling, är en svensk skidskytt tävlande för Luleå Gjutarens IF. Hon studerar sedan 2021 vid Sollefteå skidskyttegymnasium.